# Crocidura niobe
Crocidura niobe es una especie de musaraña de la familia de los soricidae.

## Distribución geográfica
Se encuentran en Burundi, República Democrática del Congo, Uganda y Etiopía.